# Mura di Gavorrano
Le mura di Gavorrano costituiscono il sistema difensivo dell'omonimo borgo.

## Storia
La cinta muraria fu costruita durante il XII secolo, quando il controllo sul centro di Gavorrano era spartito tra i vescovi della nuova diocesi di Grosseto e la famiglia Alberti di Mangona.
Nel corso del Trecento la struttura difensiva fu ristrutturata dai senesi che la rafforzarono con alcune torri di guardia. Nella seconda metà del Seicento parte della preesistente cinta muraria risultava degradata.
Nella seconda metà del secolo scorso una serie di restauri ha permesso un discreto recupero della cerchia muraria medievale.

## Descrizione

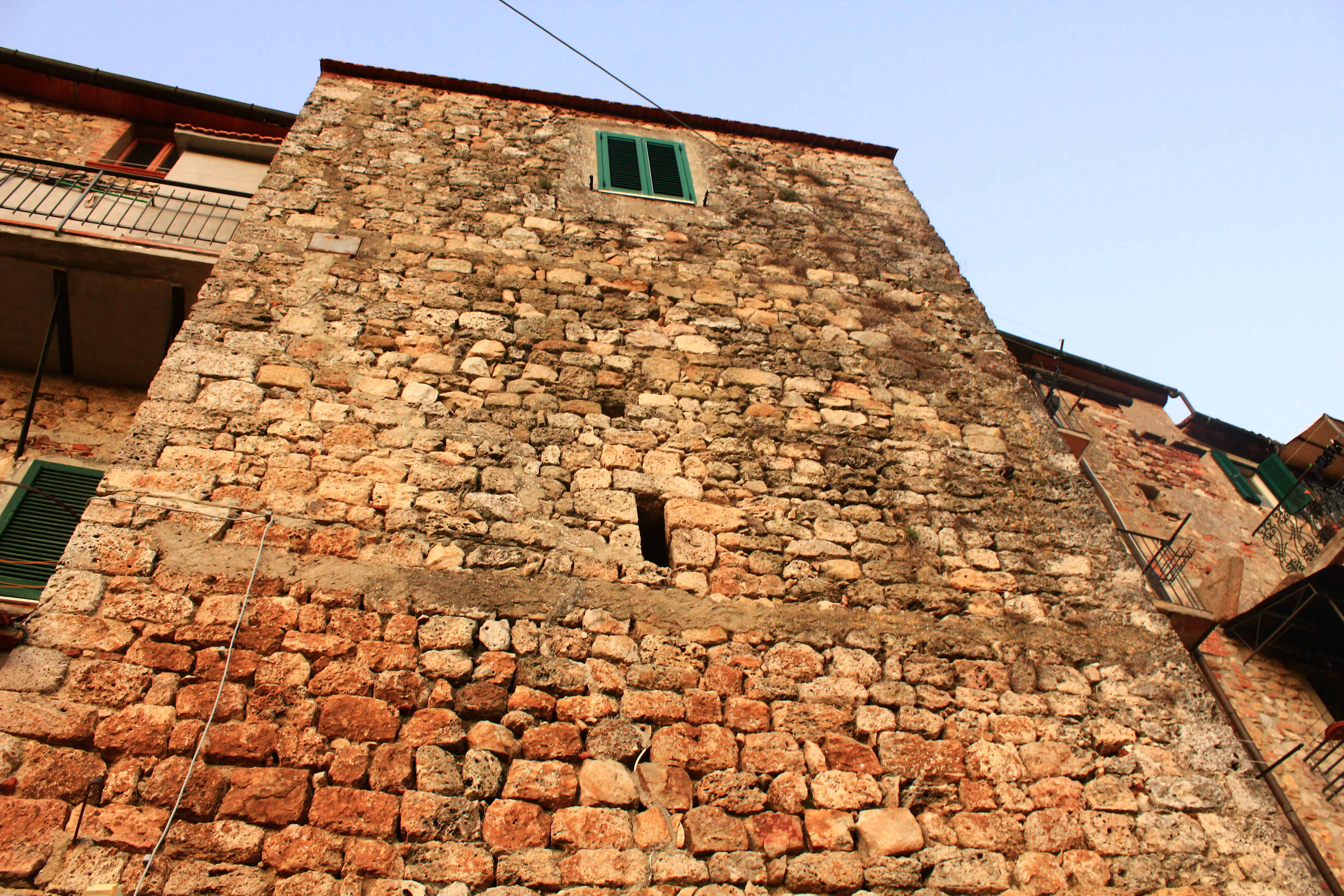
Una delle torri che si innalzano lungo le mura

Le mura di Gavorrano delimitano quasi interamente il borgo di origini medievali.
Si conservano diversi tratti di cortina muraria rivestiti prevalentemente in arenaria, che si caratterizzano per gli elementi stilistici tipici medievali; in alcuni punti si è venuta a trovare addossata a pareti di edifici. Lungo la cinta muraria si elevano alcune torri di avvistamento a sezione quadrangolare, risalenti al periodo compreso tra il Duecento e il Trecento.
L'accesso al borgo è possibile attraverso una caratteristica porta ad arco tondo.